# Міттенвальд
Міттенвальд (нім. Mittenwald) — громада в Німеччині, розташована в землі Баварія, у долині річки Ізар на півночі Альпів, неподалік австрійського кордону. Підпорядковується адміністративному округу Верхня Баварія. Входить до складу району Гарміш-Партенкірхен.
Площа — 132,85 км2. Населення становить 7264 особи. (станом на 31 грудня 2020 року).

## Табір для переміщених осіб

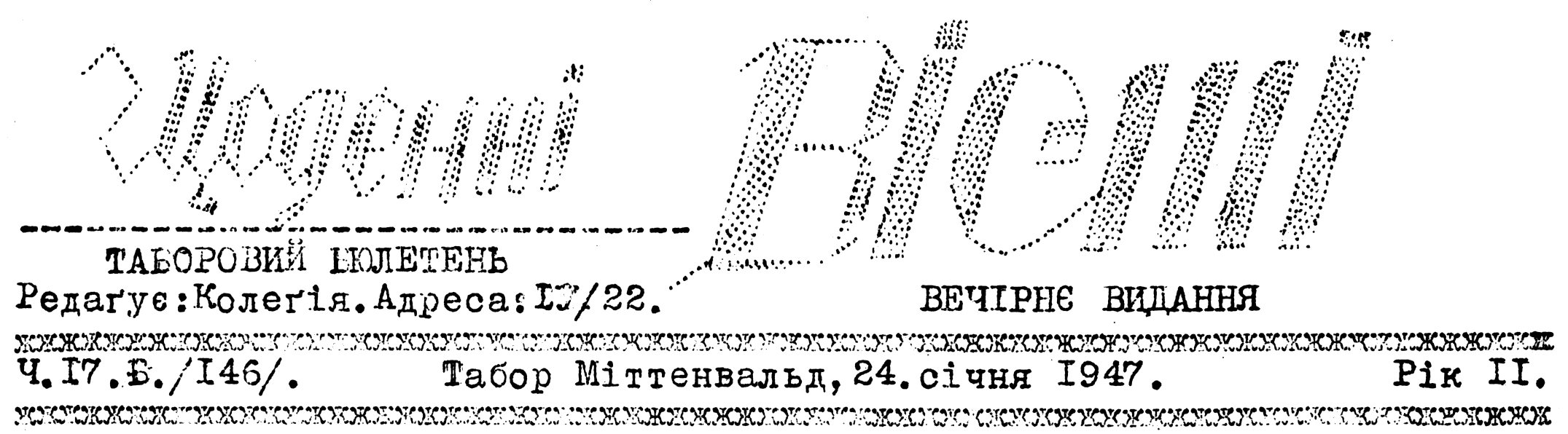
«Щоденні вісті», таборовий бюлетень українців табору Міттенвальда.

Після Другої світової війни в 1946-1951 роках у зоні американської окупації в місті Міттенвальд перебувало 3—4 тис. українців у таборах для переміщених осіб: на гірських мисливських базах Jager-Kaserne (1946–1951) i Pionier-Kaserne (1947–1950) та в таборі Lager Luttensee. У таборах знаходилися дві церкви УГКЦ та одна церква УАПЦ, гімназія, музична школа композитора З. Лиська, театр-студія Й. Гірняка й О. Добровольської. Приблизно тоді ж тут діяли спортивні товариства «Лев» та «СУМ-Прометей».

### Українці міста

#### Померли
- Загайкевич Володимир — посол до австрійського парламенту і польського Сейму II і III каденції, віце-маршалок Сейму II каденції.
- Феркуняк Дмитро — старшина польової жандармерії армії Австро-Угорщини, сотник Української галицької армії, сотник дивізії Ваффен СС «Галичина».
- Євтимович Варфоломій — підполковник Армії УНР, офіцер дивізії Ваффен СС «Галичина».

## Галерея

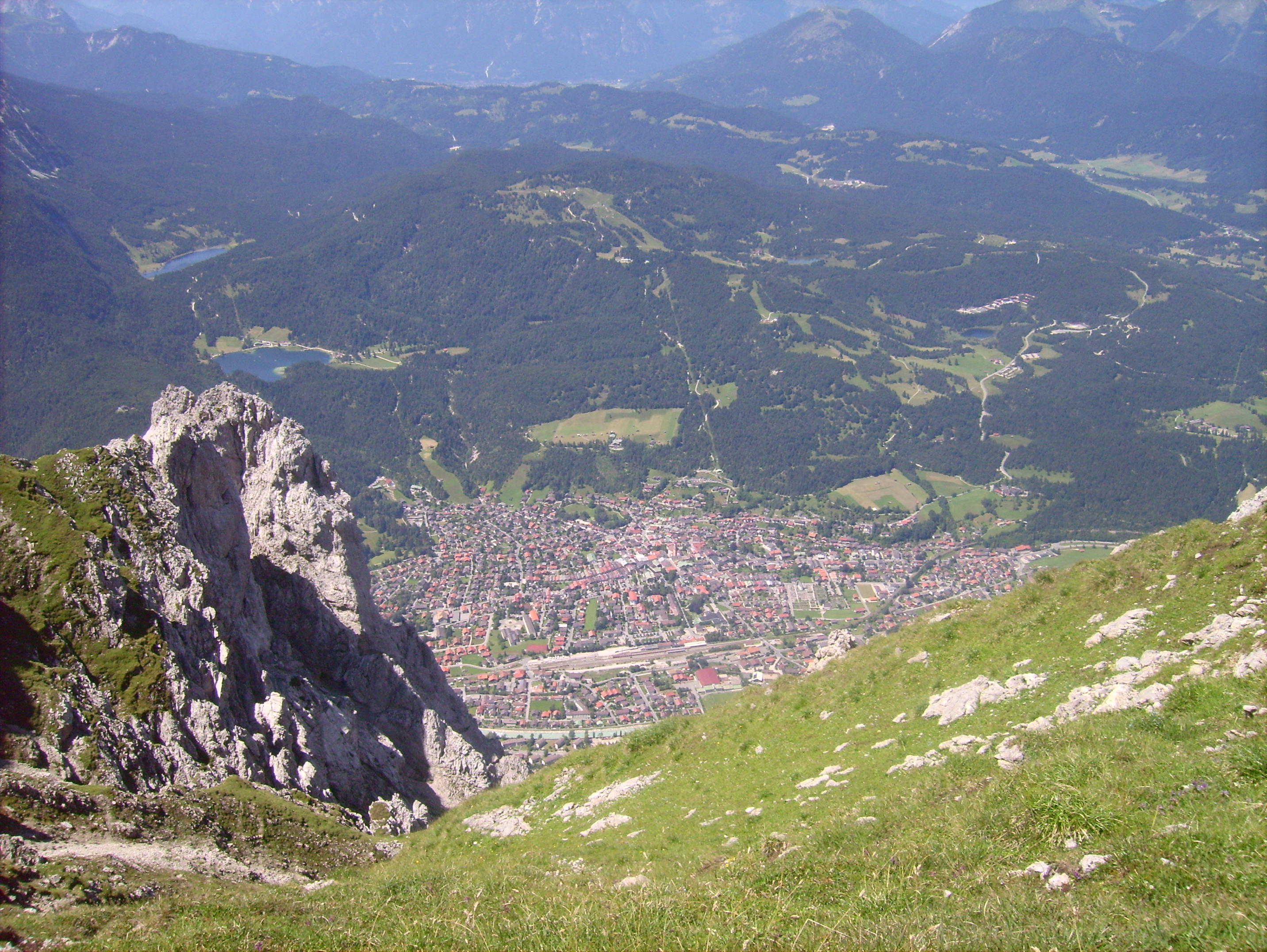
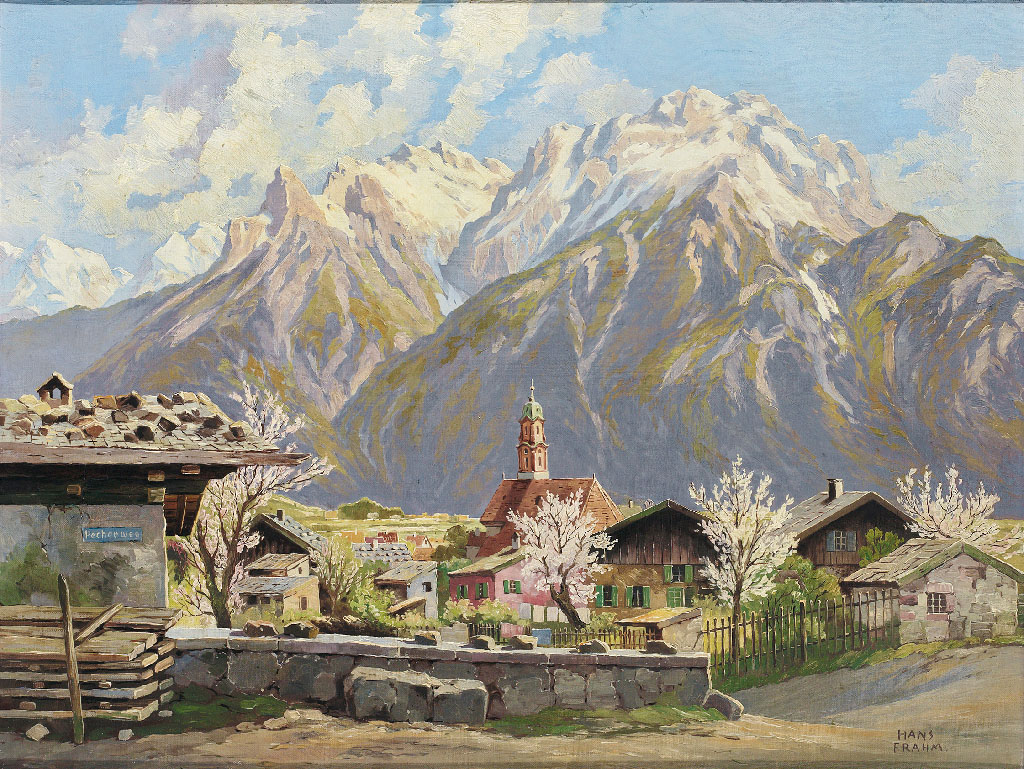
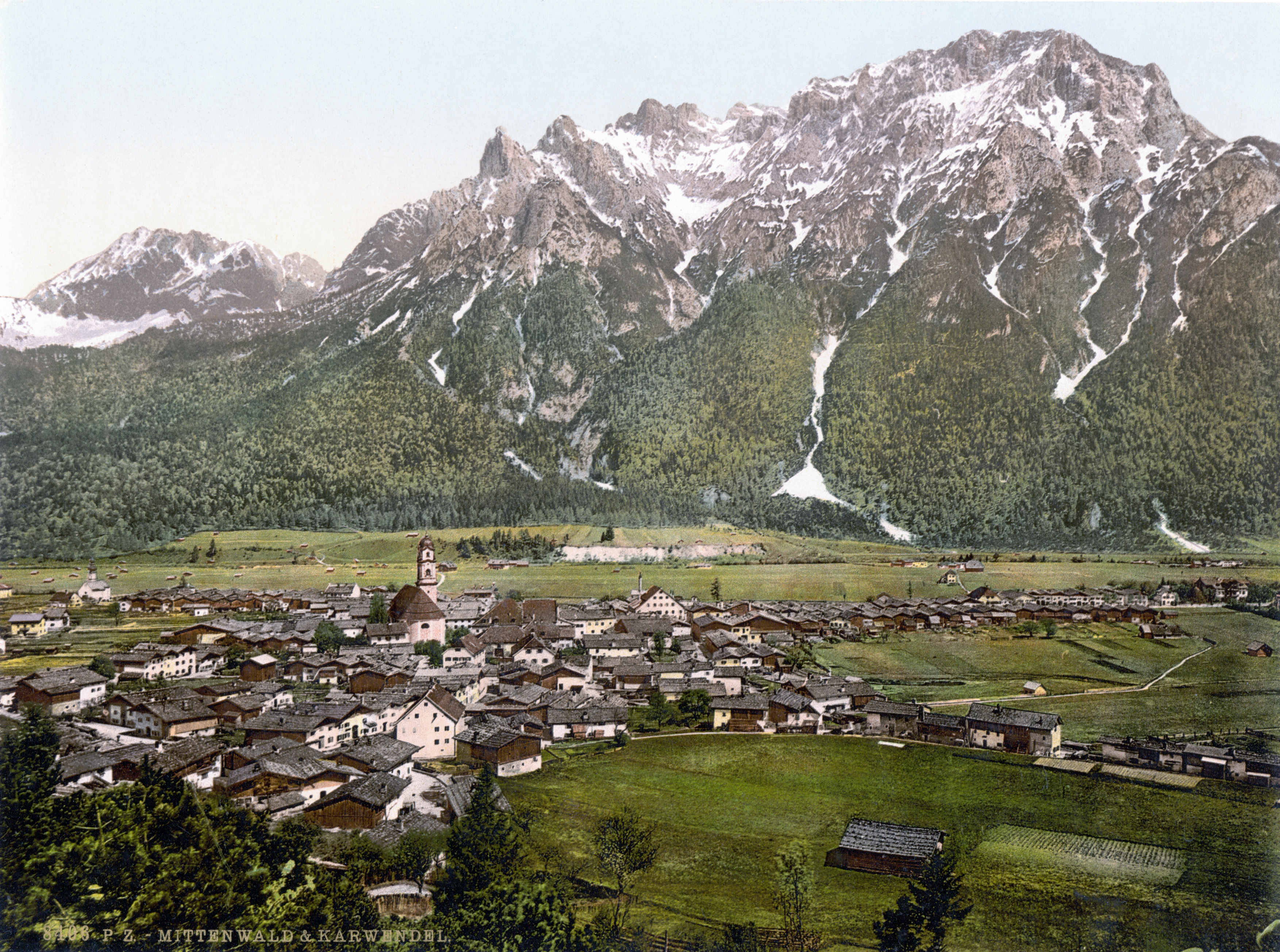
Міттенвальд і Карвендель близько 1900
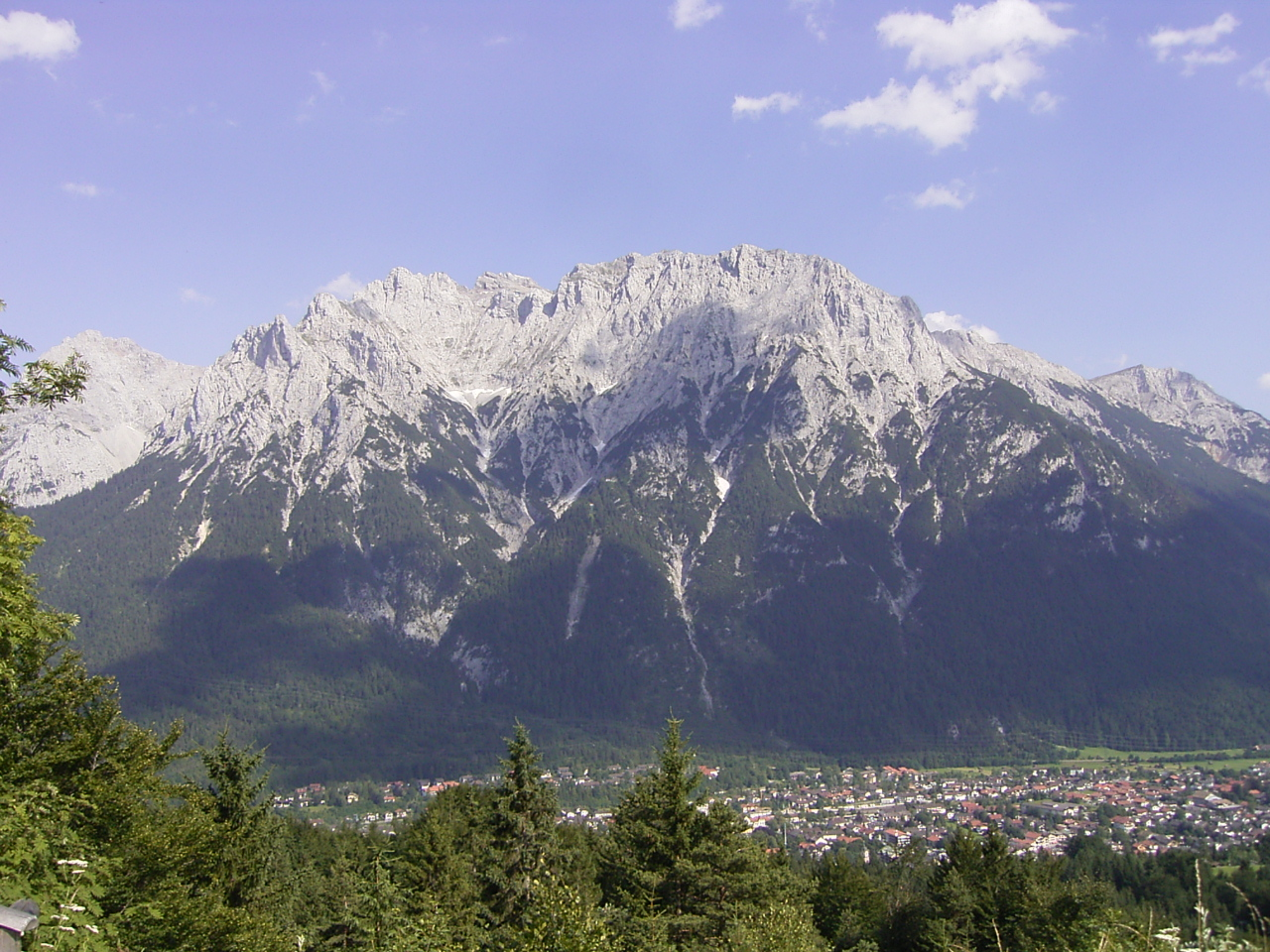
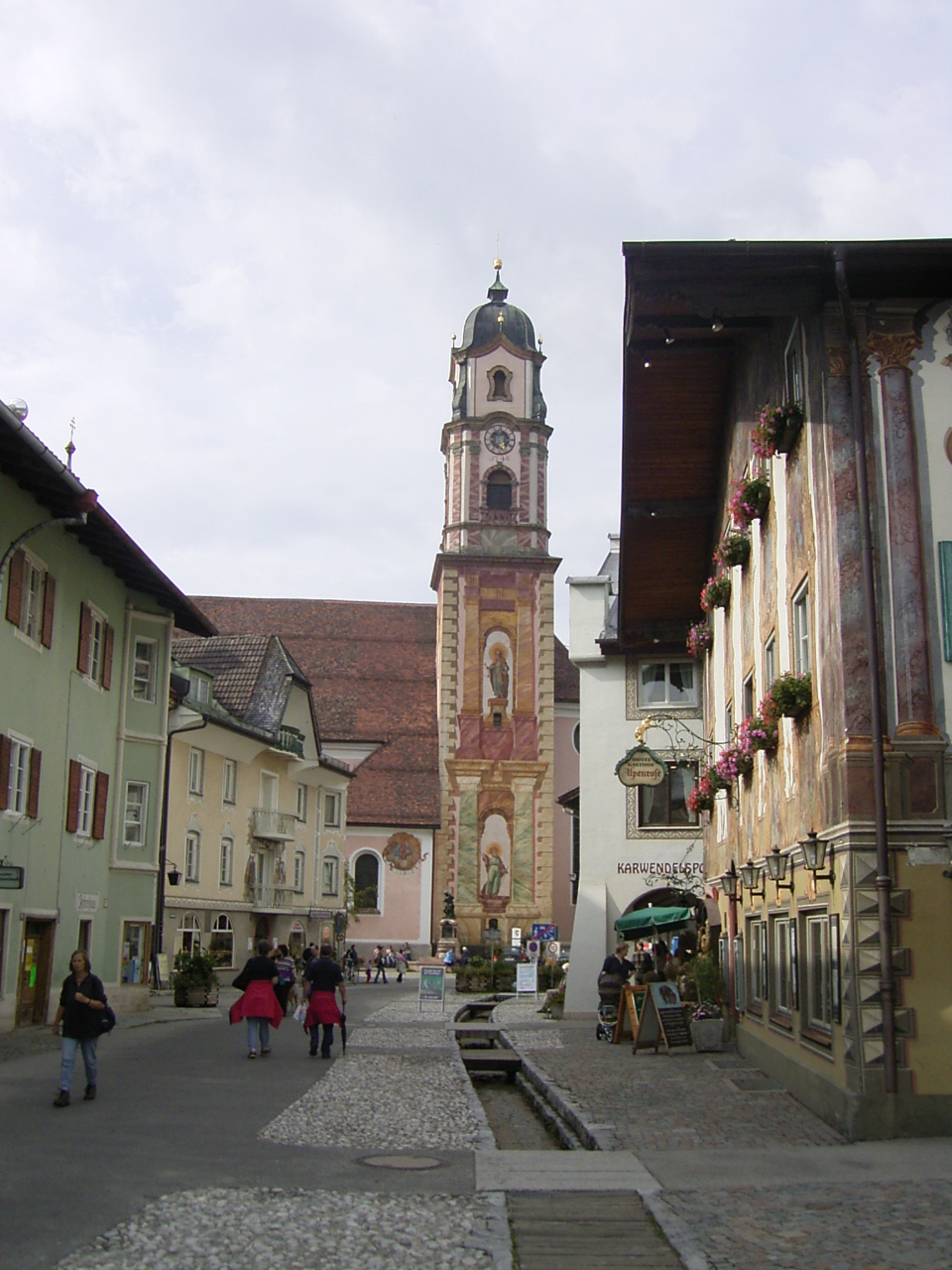
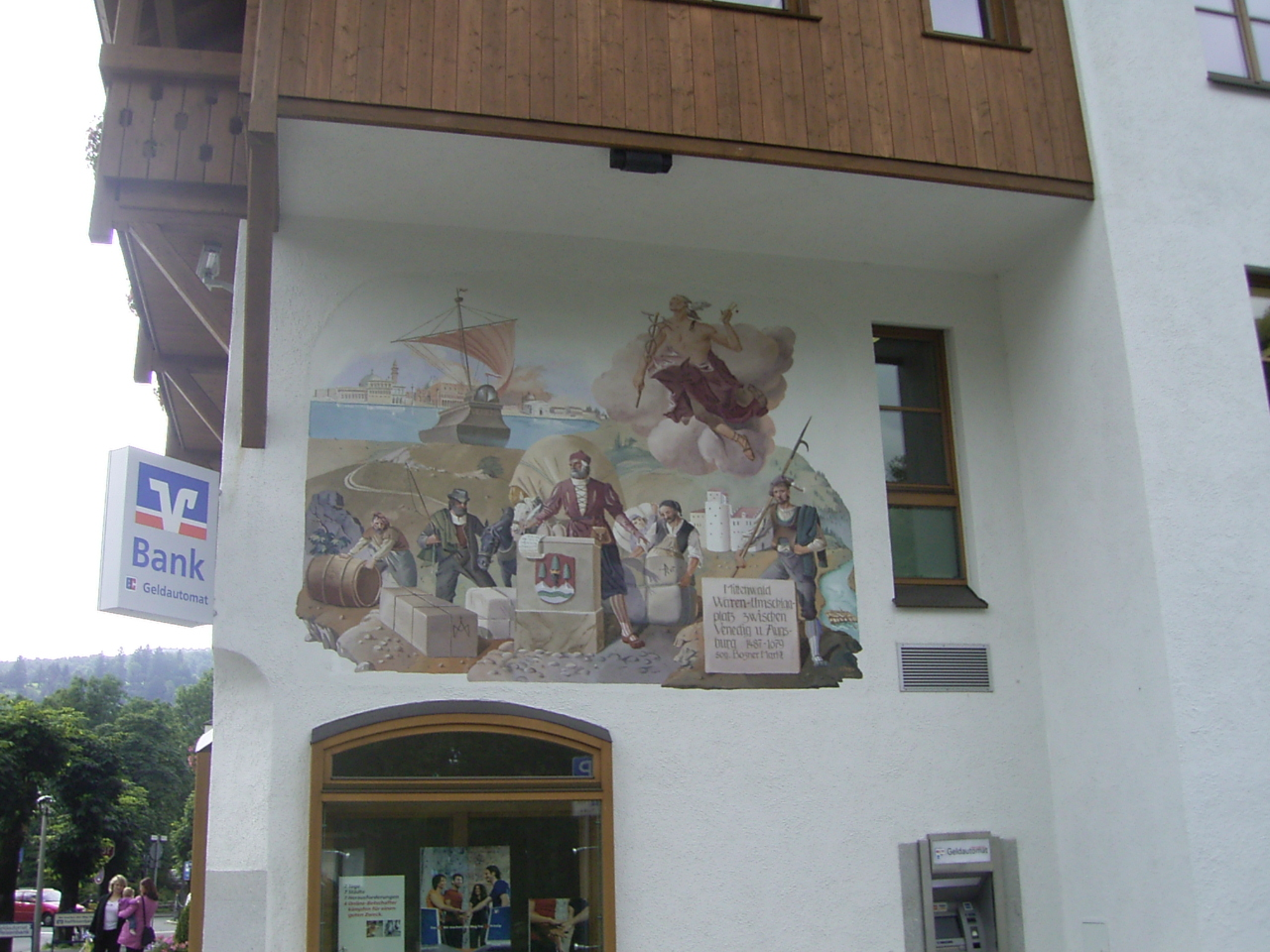
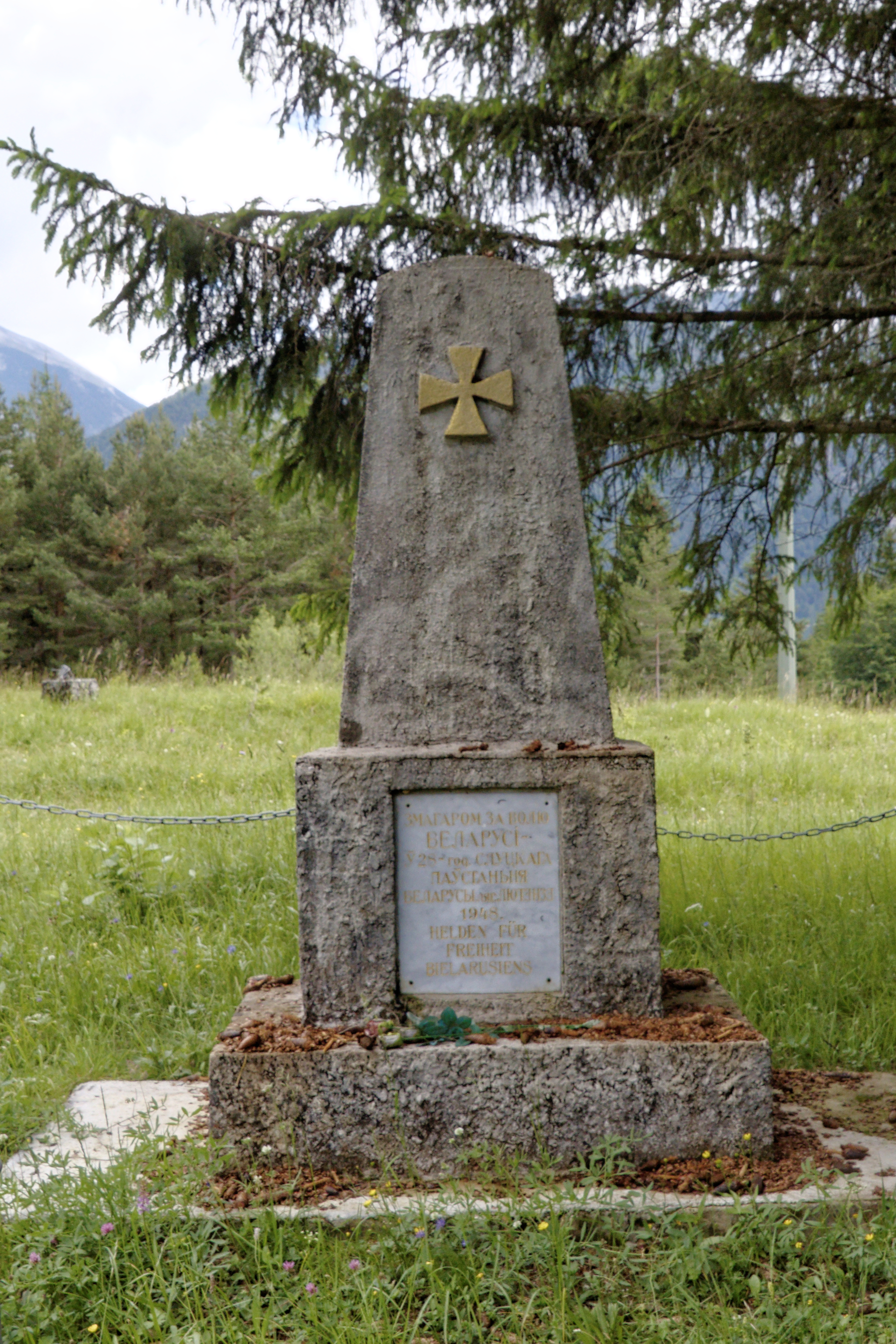
Пам'ятник «Борцям за свободу Білорусі»